# Froylán Ledezma
Froylán Ledezma Stephens (San José, 2 gennaio 1978) è un ex calciatore costaricano, di ruolo attaccante.

## Carriera

### Club
Da quando il brasiliano Valdeir Badú Vieira lo fece debuttare con la Liga nel 1995, a 17 anni, l'immagine che lasciò per la sua abilità, potenza, velocità e capacità di goleador richiamò immediatamente l'attenzione in Europa.
Nel 1997 si trasferì all'Ajax, una delle migliori squadre in tutto il mondo per la sua riconosciuta scuola di talenti. Il Cachorro, senza avere giocato un solo minuto nella prima squadra dell'Ajax, fece un provino senza successo col Barcellona. Ma la prima avventura europea di Ledezma non ebbe un lieto fine: fu infatti licenziato nel 1999 per indisciplina, dal momento che non si adattò mai alla vita in Olanda.
In seguito, il giocatore passò per Cerro Porteño (Paraguay), Saprissa, The Strongest (Bolivia), Alajuelense, Akratitos (Grecia), Altach, (Austria), e Augusta (Germania), col quale aveva firmato fino al 2010. Ma il 19 agosto 2008, il club tedesco rescisse il suo contratto di comune accordo, dopo che il giocatore disse alla stampa tica che aveva agito costantemente nel precedente campionato, confermando un carattere indisciplinato.
A due giorni dalla chiusura del mercato estivo 2008, firmò un contratto di due anni con l'Admira Wacker Mödling. Nel 2010, il giocatore è tornato in patria, per giocare con l'Herediano.

### Nazionale
Ledezma è anche un membro della squadra Nazionale della Costa Rica con la quale ha disputato la Coppa del Mondo Under-20 del 1997 in Malaysia. È stato convocato per le partite di qualificazione alla Coppa del Mondo 2010 in Sudafrica.

## Palmarès

### Club
Primera División de Costa Rica: 3 
Alajuelense,:1995-1996, 1996-1997, 2004-2005
Copa Interclubes UNCAF: 2 
Alajuelense:1996, 2005
Coppa delle nazioni UNCAF: 1
Ajax:1999
Campionato boliviano di calcio: 1 
The Strongest:2003
 CONCACAF Champions' Cup: 1 
Alajuelense:2004